# Jorge Perlaza
Jorge Perlaza (Guapi, Cauca, Colombia; 11 de octubre de 1984) es un exfutbolista colombiano. Jugaba como delantero. En un partido Millonarios - Atlético Nacional en el año 2013 sufrió una lesión, que lo dejó por fuera de las canchas.

## Trayectoria

### Atlético Huila
Perlaza Aguiño comenzó su carrera profesional en 2001 con el Atlético Huila debutó con el club con 16 años.

### Deportes Quindio
En 2002 se trasladó a Deportes Quindío y jugó todo con la parte de reserva. 

### Deportivo Pasto
A mediados de la temporada 2002 Perlaza se unió Deportivo Pasto y comenzó a recibir más tiempo de juego aparece en 34 partidos y anotó sus dos primeros goles como profesional. 

### Deportes Quindio
En 2004 se reincorporó al Quindío y tuvo una gran temporada en el 2006 anotando 8 goles en 26 partidos. Su juego en el Quindio le llevó a ser llamado a la Selección Colombia.

### Deportes Tolima
En 2007 se incorporó a Deportes Tolima y continuó su juego bien. Perlaza fue uno de los máximos goleadores de la Liga Postobón II 2010 anotando 10 goles, mientras ayudaba Tolima calificar para la Copa Libertadores 2011. Mientras que en Tolima Perlaza ha participado en la Copa Libertadores 2007 y la Copa Sudamericana 2010 en aparecer en 14 partidos y marcando 4 goles.
En total con el Deportes Tolima jugó 161 partidos (138 por liga, 9 por copa Colombia y 14 en torneos internacionales) y anotono 31 goles (27 por liga y 4 en torneos internacionales) para un promedio goleador de 0,20 siendo un jugador destacado.

### Portland Timbers
Durante enero de 2011 se informó que Perlaza estaría probando en otro lado lado al final firmó con Portland Timbers el 7 de marzo de 2011, y anotó sus primeros goles para el club. El primero lo anotó como local para los Timbers en el nuevo Jeld-Wen Field el 14 de abril de 2011 en una victoria por 4-2 sobre el Chicago Fire.

### Philadelphia Unión
El 6 de junio de 2012 Perlaza fue traspasado a Philadelphia Union a cambio de delantero Danny Mwanga.
El 28 de agosto de 2012, el contrato que vinculaba a Perlaza con el Philadelphia Union fue rescindido después de que apareció en solo dos partidos.

### Millonarios
El 6 de septiembre de 2012 Perlaza firma con Millonarios.
Con respecto a su nuevo equipo, Jorge Perlaza dijo: "Estoy bastante contento, motivado por poder vestir la camiseta de Millonarios y esperamos poder corresponder a toda la confianza que me han brindado los directivos y el cuerpo técnico. Se que el equipo viene haciendo una gran campaña en este semestre y voy a dar lo mejor de mi cuando me toque la oportunidad para aportar".
Marcó el gol del empate en las semifinales de la Copa Sudamericana 2012 frente a Club Atlético Tigre donde quedan eliminados.

Logra el título del Torneo Finalización 2012 tras ganas en la tanda de penaltis frente a Independiente Medellín.

## Lesión
El 16 de abril de 2013 Perlaza sufrió una grave lesión en la fecha 11 del Torneo Apertura, en el partido frente al Atlético Nacional en Medellín. Por lo cual no pudo jugar más ya que la recuperación se prolongó por múltiples complicaciones.
Tras una década por fuera de las canchas le ganó una multimillonaria demanda a Millonarios y el club fue obligado a inscribirlo en el Torneo Finalización 2023, aunque esto último no ocurrió tras haber llegado a una conciliación.

## Clubes
| Club               | País           | Año         |
| ------------------ | -------------- | ----------- |
| Atlético Huila     | Colombia       | 2001        |
| Deportes Quindío   | Colombia       | 2002        |
| Deportivo Pasto    | Colombia       | 2002 - 2003 |
| Deportes Quindío   | Colombia       | 2004 - 2006 |
| Deportes Tolima    | Colombia       | 2007 - 2010 |
| Portland Timbers   | Estados Unidos | 2011 - 2012 |
| Philadelphia Union | Estados Unidos | 2012        |
| Millonarios        | Colombia       | 2012 - 2013 |

## Estadísticas

### Clubes
| Temporada         | Temporada          | Temporada         | Liga | Liga  | Copa | Copa  | Continental | Continental | Total | Total |
| Año               | Club               | Div.              | PJ   | Goles | PJ   | Goles | PJ          | Goles       | PJ    | Goles |
| ----------------- | ------------------ | ----------------- | ---- | ----- | ---- | ----- | ----------- | ----------- | ----- | ----- |
| 2001              | Atlético Huila     | 1ª                | 6    | 0     | —    | —     | —           | —           | 6     | 0     |
| 2002              | Deportes Quindío   | 1ª                | 1    | 0     | —    | —     | —           | —           | 1     | 0     |
| 2002              | Deportivo Pasto    | 1ª                | 13   | 2     | —    | —     | —           | —           | 13    | 2     |
| 2003              | Deportivo Pasto    | 1ª                | 21   | 0     | —    | —     | —           | —           | 21    | 0     |
| 2004              | Deportes Quindío   | 1ª                | 2    | 0     | —    | —     | —           | —           | 2     | 0     |
| 2005              | Deportes Quindío   | 1ª                | 8    | 1     | —    | —     | —           | —           | 8     | 1     |
| 2006              | Deportes Quindío   | 1ª                | 26   | 8     | —    | —     | —           | —           | 26    | 8     |
| 2007              | Deportes Tolima    | 1ª                | 29   | 2     | —    | —     | 8           | 3           | 37    | 5     |
| 2008              | Deportes Tolima    | 1ª                | 27   | 3     | 0    | 0     | —           | —           | 27    | 3     |
| 2009              | Deportes Tolima    | 1ª                | 47   | 8     | 0    | 0     | —           | —           | 47    | 8     |
| 2010              | Deportes Tolima    | 1ª                | 29   | 15    | 0    | 0     | 6           | 1           | 35    | 16    |
| 2011              | Portland Timbers   | 1ª                | 31   | 6     | 1    | 0     | —           | —           | 32    | 6     |
| 2012              | Portland Timbers   | 1ª                | 10   | 0     | 1    | 0     | —           | —           | 11    | 0     |
| 2012              | Philadelphia Union | 1ª                | 2    | 0     | —    | —     | —           | —           | 2     | 0     |
| 2012              | Millonarios        | 1ª                | 8    | 0     | —    | —     | 3           | 1           | 11    | 1     |
| 2013              | Millonarios        | 1ª                | 10   | 2     | 5    | 1     | 6           | 0           | 21    | 3     |
| Consolidado total | Consolidado total  | Consolidado total | 270  | 47    | 7    | 1     | 26          | 5           | 303   | 53    |

### Selección
| Selección                | Año                      | Partidos | Goles |
| ------------------------ | ------------------------ | -------- | ----- |
| Colombia Mayores         | 2006                     | 1        | 0     |
| Total                    | Total                    | 1        | 0     |
| Total Selección Colombia | Total Selección Colombia | 1        | 0     |

## Palmarés

### Campeonatos nacionales
| Título              | Club        | País     | Año  |
| ------------------- | ----------- | -------- | ---- |
| Torneo Finalización | Millonarios | Colombia | 2012 |